# Amsterdamse Schaakbond
De Amsterdamse Schaakbond (afgekort: ASB) was een regionale schaakbond in Amsterdam. De bond werd opgericht op 28 december 1925 en heeft bestaan tot 1969, toen de ASB fuseerde met de Hoofdstedelijke Schaakbond tot de Schaakbond Groot-Amsterdam.

## Geschiedenis

### Voorgeschiedenis - Amsterdamsche Schaakcompetitie
Voorheen waren Amsterdamse schaakverenigingen aangesloten bij de Noord-Hollandse Schaakbond, waar zij ook deelnamen in de competitie. Omdat het spelen van competitiewedstrijden in de provincie tijdrovend was en met hoge kosten gepaard ging, bestond er behoefte aan een eigen Amsterdamse competitie.
Op 28 september 1923 voerden afgevaardigden van Amsterdamse schaakverenigingen overleg. Daarbij werd afgesproken een Amsterdamse competitie op te richten, doch buiten de Nederlandse Schaakbond om.
De competitie startte met 20 teams van 10 spelers, verdeeld over drie klassen. De volgende clubs vaardigden teams af: R.K. Schaakvereniging De Pion, D.O.S. (Door Oefening Sterker), Het Oosten, O.O.O. (Oefening Onder Ons), S.I.N. (Schaken is Nuttig), T.A.V.E.N.U., Schaakclub Max Euwe, Le Vainqueur, Utile Dulci en SV de Raadsheer. D.O.S. eindigde in het eerste seizoen op de eerste plaats. Gaandeweg groeide het aantal deelnemende clubs. De toonaangevende Amsterdamsche Schaakclub en het Vereenigd Amsterdamsch Schaakgenootschap zouden echter nog lange tijd blijven spelen onder de Noord-Hollandsche Schaakbond.

### Oprichting Amsterdamse Schaakbond
Na twee seizoenen van de Amsterdamsche Schaakcompetitie bestond bij de clubs de wens om een schaakbond in Amsterdam op te richten. Op de gedelegeerdenvergadering van de Amsterdamsche Schaakcompetitie werd in oktober 1925 een motie ingediend met een oproep aan het bestuur om hiertoe voorstellen uit te werken.
Op 18 december 1925 vond de oprichtingsvergadering van de Amsterdamse Schaakbond (ASB) plaats. Staande de vergadering sloten de volgende verenigingen zich bij de nieuwgeboren bond aan: D.O.S., D.V.D. (Denken voor Doen), S.C. Max Euwe, De Nationale, O.O.O., Het Oosten, De Pion, SV De Raadsheer, Tavenu, Utile Dulci en Het Westen.
Een twistappel binnen de ASB was of de bond zich ook aan moest sluiten bij de Nederlandse Schaakbond. Op 16 december 1928 werd daarover de knoop doorgehakt in het voordeel van de voorstanders.
Op 21, 22 en 23 januari 1931 vierde de Amsterdamse Schaakbond zijn eerste lustrum met een grootschalig schaaktoernooi. Aan dit toernooi deden onder meer Max Euwe, Daniël Nooteboom, Salo Landau en Edgar Colle mee.
Ter gelegenheid van het 10-jarig bestaan van de bond werd op 5, 6 en 7 oktober 1936 een driedaags toernooi gehouden in Krasnapolsky.

### De ASB in de oorlog
In oktober 1940, tijdens de Duitse bezetting van Nederland, besloot de ASB tot het uitroepen van een noodcompetitie, om reisafstanden te beperken. Zo gingen de clubs van Amsterdam boven het IJ in een eigen groep spelen. De clubs VAS en ASC, die voorheen in de Noord-Hollandse Schaakbond speelden, deden dit seizoen wel mee aan de ASB-competitie.
Tijdens de bezetting wensten de Duitsers de Nederlandse schaakwereld om te vormen tot Duits model. De federale structuur met onafhankelijke onderbonden en een overkoepelende organisatie werd vervangen door een centrale organisatie met lokale afdelingen. De ASB werd aldus de Amsterdamse afdeling van de Nederlandse Schaakbond.

### Na de oorlog

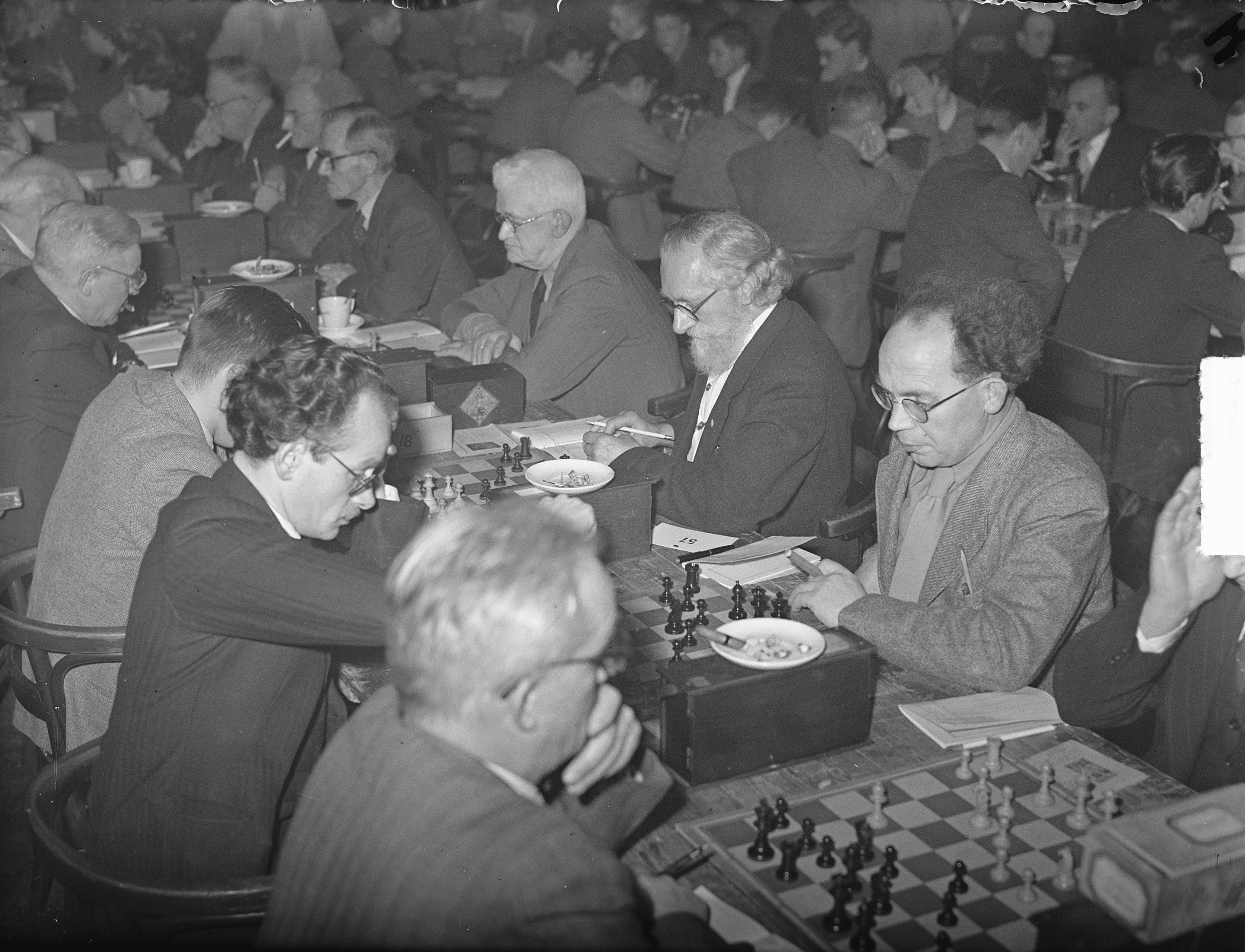
Foto van het schaaktoernooi ter ere van het 25-jarig jubileum, december 1950.

Na de bevrijding werd de oude structuur weer hersteld en werd de ASB weer een onafhankelijke schaakbond.  
In 1950 werd ter ere van het 25-jarig bestaan van de bond het Wereldschaaktoernooi georganiseerd. Het toernooi kende een zeer sterk deelnemersveld van 20 prominente schakers, waarvan diverse internationale grootmeesters. De organisatie lag in handen van de Stichting Internationale Schaaktraditie Amsterdam (SISTA). De Pools-Argentijnse grootmeester Miguel Najdorf wist het toernooi ongeslagen te winnen. In datzelfde jaar werd ook nog op 12, 13 en 14 december een toernooi gehouden in Krasnapolsky.

### Geschil met KNSB - Afsplitsing
Na de Tweede Wereldoorlog verslechterde de relatie tussen de ASB en KNSB. De oorzaak daarvan was dat de KNSB steeds hogere contributie ging vragen van de leden. Die contributie kwam grotendeels ten goede aan het reisfonds, dat gebruikt werd om reiskosten evenredig over de clubs te verdelen. De uitkeringen uit dat fonds kwamen echter vooral terecht bij de provinciale bonden, waar soms grote afstanden afgelegd moesten worden. In Amsterdam speelde het reiskostenprobleem vrijwel niet, omdat de speellocaties dicht bij elkaar liggen. Binnen de ASB leidde dat bij menigeen tot onvrede, omdat men van de afgedragen contributie vrijwel niets terugzag. Bestuursleden van de ASB trachtten het conflict met de KNSB op te lossen, maar ontvingen nul op het rekest.
Op de gedelegeerdenvergadering van de ASB op 5 februari 1955 diende de gedelegeerde van Schaakclub Max Euwe een motie in om het lidmaatschap van de KNSB op te zeggen. Het voorstel kreeg een meerderheid. De Amsterdamse Schaakbond ging zelfstandig verder en de ASB-competitie die voorheen complementair was aan de KNSB-competitie werd losgekoppeld.
Niet alle Amsterdamse schaakverenigingen waren het ermee eens om het lidmaatschap van de KNSB op te zeggen. Als tegenreactie werd op 12 mei 1955 de Hoofdstedelijke Schaakbond opgericht, die zich wederom aansloot bij de KNSB. Veertien verenigingen sloten zich direct bij de nieuwe bond aan. De clubs die overbleven bij de ASB waren vooral de kleinere, minder prestigieuze en minder kapitaalkrachtige clubs die niet deelnamen aan de KNSB-competitie. In de loop der tijd zouden meer clubs de overstap maken van de Amsterdamse Schaakbond naar de Hoofdstedelijke Schaakbond.
In 1960 vierde de ASB zijn 35-jarig jubileum. Bij de bond waren toen 42 clubs aangesloten en in totaal 1.400 schakers. Het lustrum werd gevierd door zeshonderd schakers in de Koningszaal van Artis. Evert Straat, zelf lid van de destijds veel kleinere HS, deed verslag namens De Volkskrant en noemde de ASB een bloeiende bond.
Het achtste lustrum werd in 1965 gevierd in Krasnapolsky. Er waren toen 33 aangesloten verenigingen met 1.100 leden. In 1968, een jaar voor de fusie, was het ledental gezakt tot ongeveer 1000.

### Toenaderingspogingen
Vanaf de jaren 60 gingen de emoties die ten grondslag lagen aan de afsplitsing weer liggen en ontstond binnen de Amsterdamse schaakwereld het gevoel dat beide bonden weer moesten samengaan. Een belangrijke gebeurtenis die daaraan heeft bijgedragen was het in 1962 samengaan van de schaakverenigingen Max Euwe en Morphy onder de naam MEMO (Schaakcombinatie Max Euwe/Morphy). Schaakclub Max Euwe was binnen de ASB de initiator van de breuk met de KNSB. De fusieclub MEMO ging echter weer onder de auspiciën van de H.S. (en dus de KNSB) spelen.
MEMO was niet de enige club die aansluiting zocht bij de HS. Ook de grotere en sterke clubs Patrimonium Combinatie West (1964) en Het Vrije Veld (1965) gingen over. Het ledenaantal van de ASB daalde.
Regelmatig zochten de Amsterdamse Schaakbond en de Hoofdstedelijke Schaakbond elkaar op om een hereniging te beproeven. In 1961 werd de KNSB uitgenodigd om voorstellen hiertoe te doen. Deze werden door de ASB als niet-acceptabel bevonden.
In 1965 kwamen de ASB en de HS onderling tot een principeakkoord voor een hereniging, maar dit keer lag de KNSB dwars. Een jaar later deed de ASB een verzoek bij de KNSB om zelfstandig lid te kunnen worden (naast de HS). In oktober 1966 antwoordde de Bondsraad dat de ASB hiertoe eerst met de HS zou moeten fuseren.
Na enkele toenaderingspogingen lukte het in 1969 eindelijk om alle neuzen dezelfde kant op te krijgen en gingen beide bonden weer samen onder de naam Schaakbond Groot-Amsterdam. De hereniging kwam tot stand dankzij het werk van de Amsterdamse wethouder voor sportzaken, Harry Verheij, die daarmee een erelidmaatschap van de SGA verdiende. Beide bonden maakten het seizoen nog af. De SGA-competitie ging per het seizoen 1969/70 van start.

## ASB-Competitie
De Amsterdamse Schaakbond organiseerde een competitie voor teams van schaakverenigingen. Elk team bestond uit tien schakers.

### De kampioenen
- 1925/26: De Nationale Schaakclub[24]
- 1926/27: Schaakclub Max Euwe[25]
- 1927/28: Het Oosten[26]
- 1928/29: Schaakclub Max Euwe[27]
- 1929/30: Schaakclub Max Euwe[28]
- 1930/31: Het Oosten
- 1931/32: Het Oosten
- 1932/33: Schaakclub Max Euwe[29]
- 1933/34: Schaakclub Max Euwe
- 1934/35: Schaakclub Max Euwe[30]
- 1935/36: Schaakclub Max Euwe
- 1936/37: Schaakclub Max Euwe
- 1937/38: Schaakclub Max Euwe
- 1938/39: R.K Schaakclub De Pion[31]
- 1939/40: Het Westen[32]
- 1940/41: (Noodcompetitie) VVGA[33]
- 1941/42: Het Westen[34]
- 1942/43: Utile Dulce[35]
- 1943/44: Onbekend
- 1944/45: Geen competitie i.v.m. Tweede Wereldoorlog
- 1945/46: Het Westen
- 1946/47: Het Westen
- 1947/48: Het Westen
- 1948/49: R.K Schaakclub De Pion
- 1949/50: Weenink
- 1950/51: VVGA II
- 1951/52: Utile Dulce
- 1952/53: Schaakclub Watergraafsmeer
- 1953/54: Het Oosten
- 1954/55: Utile Dulce[36]
- 1955/56: Schaakclub Max Euwe[37]
- 1956/57: Onbekend
- 1957/58: Onbekend
- 1958/59: Onbekend
- 1959/60: Het Vrije Veld[38]
- 1960/61: Onbekend
- 1961/62: Het Vrije Veld[39]
- 1962/63: Het Vrije Veld[40]
- 1963/64: Patrimonium Combinatie West[41]
- 1964/65: Het Vrije Veld[42]
- 1965/66: Energia[43]
- 1966/67: Nieuwendam[44]
- 1967/68: Nieuwendam
- 1968/69: Victory

## Open Kampioenschap van Amsterdam
- 1960: Paul de Rooi
- 1961 t/m 1965: onbekend
- 1966: Piet van der Weide[45]